# フェロー諸島占領
フェロー諸島占領（フェローしょとうせんりょう）の項目では、第二次世界大戦において、イギリス軍が「ヴァレンタイン作戦」（Operation Valentine）を発動してデンマーク領フェロー諸島を占領した事件と、その後の占領時代を扱う。

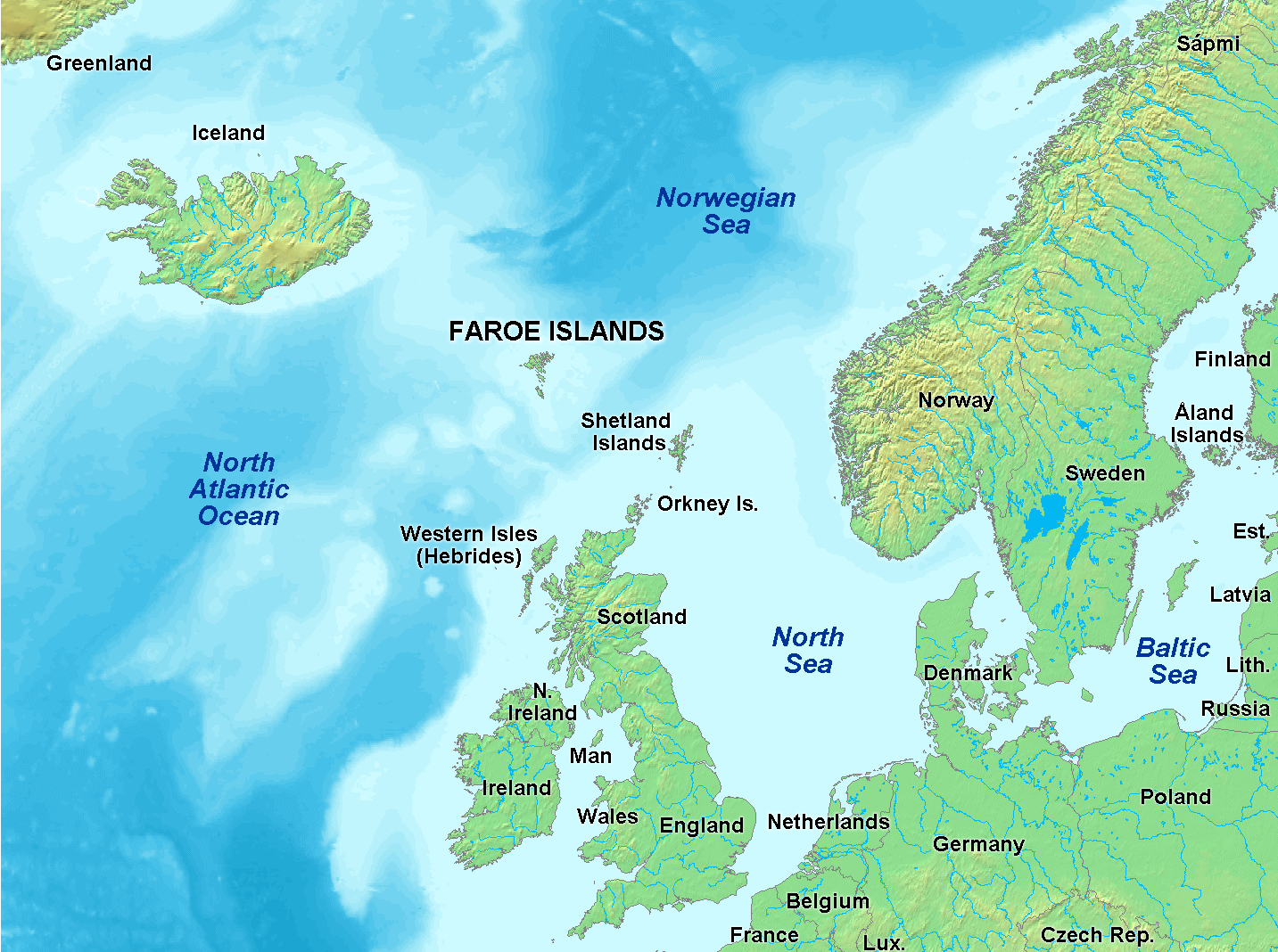
北大西洋のフェロー諸島はイギリスにとって戦略的に重要な位置にあった。

## 概要
1940年4月、ドイツ軍のデンマークおよびノルウェー侵攻が開始されると、イギリス軍はドイツ軍の先手を打って戦略的に重要なフェロー諸島を占領した。イギリス軍は終戦後間もなく撤収した。

## 占領

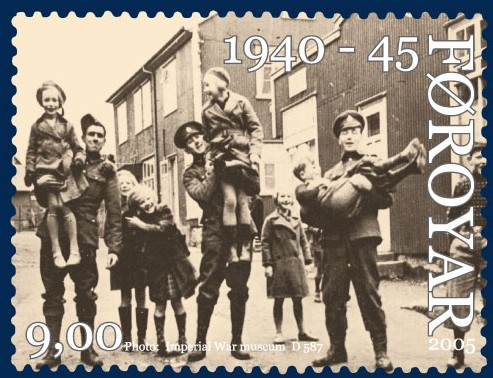
2005年発行のフェローの記念切手。戦時中のイギリス兵とフェロー市民との友好的な関係を示している。

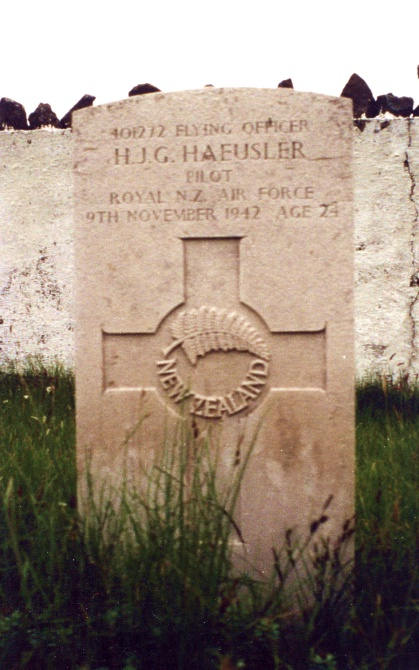
ニュージーランド空軍中尉H.J.G.ホイスラー（当時24歳）の墓石。（ヴォーアル空港近く）

占領時、フェロー諸島はデンマークの一自治体（Amt）だった。1940年4月9日のドイツ軍によるデンマーク占領をうけて、イギリス軍はフェロー諸島占領作戦「ヴァレンタイン作戦」を発動した。4月11日、イギリス海軍大臣ウィンストン・チャーチルは庶民院（下院）に対し、フェロー諸島の占領を発表した。
| 「 | 我々はまた、デンマーク領であり、戦略上非常に重要な位置にあるフェロー諸島を現在占領しており、民衆は我々を温かく迎え入れてくれた。我々は戦争におけるあらゆる厳しさからフェロー諸島を守る盾となり、ドイツに侵略されて不名誉な隷属状態におかれているデンマークを解放し、彼らを返還するその時まで、我々自身が海と空からそこを自由に利用できるよう認めさせた。 | 」 |

この発表はBBCによって放送された。同日、1機のイギリス空軍航空機がトースハウン上空で目撃された。
4月12日、イギリス海軍のH級駆逐艦「ハヴァント」「ヘスペルス」2隻がトースハウン港に到着した。フェロー諸島知事カール・オーエ・ヒルベルト（en:Carl Aage Hilbert）およびレクティング（Løgting、フェロー諸島議会）議長クリスチャン・デュルフース（en:Kristian Djurhuus）との会見ののち、同日午後にレクティングが緊急招集された。独立派の議員はフェロー諸島の独立を宣言しようとしたが、否決された。のちに公式に以下の事項が発表された。
- イギリス軍に占領されたこと
- トースハウンおよび隣接するArgirで夜間の灯火管制が行われること
- 郵便と電信が検閲されること
- 夜間の無許可での車両使用が禁止されること

4月13日、イギリス海軍重巡洋艦サフォークがトースハウン港に到着し、250名のイギリス海兵隊が上陸した。司令官T.B.サンドール大佐および進駐フェロー諸島イギリス領事フレデリック・メイソン（Frederick Mason）は、その後に政府知事ヒルベルトと会見した。ヒルベルトはデンマーク本国が占領されているため、自身がデンマーク政府を正式に代表することができないと主張しながらも、サンドールに抗議ととられる返答をした。彼はイギリスが原則内政に干渉しないという言葉を正式に受け入れた。友好関係を望むことを表明していたにもかかわらず、正式な抗議はレクティングからもたらされたが、実際にはイギリス軍とフェロー当局との間には懇ろな関係が保たれた。
5月、イギリス海兵隊はスコットランド連隊のロヴァット・スカウト（Lovat Scouts）と交代し、1942年にはキャメロニアン（スコットランドライフル）連隊（Cameronians (Scottish Rifles)）と交代した。1944年以降になると占領軍はかなり削減された。
第二次世界大戦中にフェロー諸島を訪れた著名人に、イギリス軍将校として同地で勤務した作家のエリック・リンクレイターがいる。彼の1956年の著作『The Dark of Summer』は戦時中のフェロー諸島を舞台としている。彼はまた『The Northern Garrisons: The Army at War』（1941）を書き、ケネス・ウィリアムソンの1948年の著作『The Atlantic Islands: a Study of the Faeroe Life and Scene』に序文を寄せている。

## 影響
およそ170組のイギリス兵とフェロー女性が結婚した。
フェローの人々の親切に対して感謝の意を込めて、イギリス軍古参兵から飾り額が贈られている。この飾り額はトールハウン大聖堂にある。

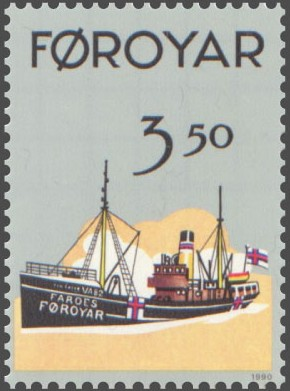
1942年3月28日に沈没したフェロー諸島のトロール船Nýggjabergの切手。舷側に「FAROES / FØROYAR」とペイントされている。

戦争中、フェロー諸島は時折ドイツ空軍の攻撃を受けたが、全面的な侵攻を受けることはなかった。海上を浮遊する機雷は大きな問題となり、結果的に多くの漁船と乗組員がその犠牲となった。トロール船「Nýggjaberg」号は1942年3月28日にアイスランド近海で沈没した。21名の船員が死亡し、これは戦時のフェロー諸島における一度の被害でもっとも大きいものとなった。戦争中、フェローの船舶はイギリス軍が“味方”であることを識別できるように、フェロー諸島の旗を揚げ、舷側に「FAROES / FØROYAR」とペイントしなければならなかった。
インフレ防止のため、フェロー諸島で流通しているデンマーク紙幣はフェロー諸島だけで有効であることを示すスタンプを紙面に捺された。フェロー諸島での為替レートは1ポンドあたり22.4デンマーク・クローネで固定された。緊急紙幣が発行され、特にフェロー紙幣についてはのちにイングランドのブラッドバリー・ウィルキンソン・アンド・カンパニーで発行された。
デンマーク本国が占領されているため、レクティング（フェロー諸島議会）は完全な立法権を与えられた。アイスランドが1944年に共和国として独立したにもかかわらず、チャーチルはデンマークが占領されている間にフェロー諸島の独立といったような憲法上の立場の変更に賛同することを拒否した。デンマークが解放されてヨーロッパでの戦争が終わると、1945年5月に占領は終了し、9月には最後のイギリス兵が撤収した。しかし、戦時中の自治経験は、戦前の一自治体（Amt）に戻ることが非現実的で、歓迎されるものではないことを意味した。独立をめぐる島民投票が1946年に行われ、1948年にはデンマーク領のまま自治権を獲得して自治領となった。

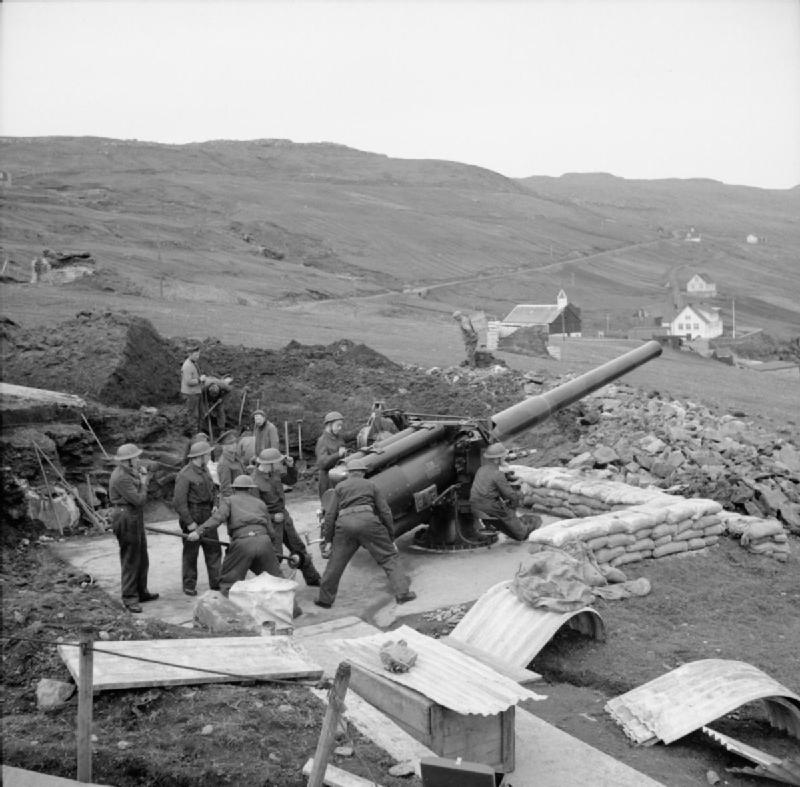
1941年に撮られたイギリス軍が運用する14cm速射砲（en:BL 5.5 inch Mark I naval gun）
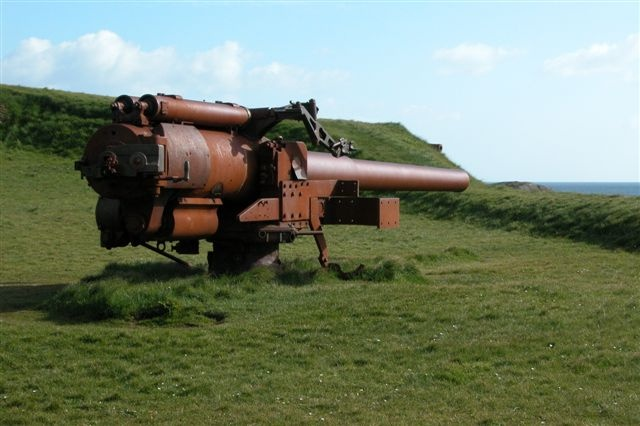
トースハウン港のSkansin要塞跡に遺るイギリス軍の14cm速射砲

イギリス軍の存在を示すもっとも大きな痕跡がヴォーアル空港（Vágar Airport）にある。他に遺されたものには、イギリス軍司令部が設置されていたトースハウン港のSkansin要塞にある沿岸砲がある。また、イギリスのチョコレート「キャドバリー・デイリーミルク」（Cadbury's Dairy Milk）は、戦後からずっとフェローに愛されている（デンマークと異なり、島の至る所で容易に入手できる）。

## フェロー諸島の旗の成り立ち

フェロー諸島の旗

デンマークがドイツに占領されたあと、フェローの船舶はイギリス海軍によってデンマーク国旗を掲げることが許されなくなった。これはフェロー諸島経済の中心である漁業船団にとって重要な意味があった。占領イギリス軍当局、フェロー当局、およびデンマーク政府知事間のみならずイギリス外務省とデンマーク大使館間で何度か協議され、1940年4月25日にイギリス当局はフェロー諸島の商船旗としてフェローの旗「Merkið」を承認した。しかし、伝統的なフェロー諸島の紋章は1948年の自治権獲得まで導入されなかった。

## 空港

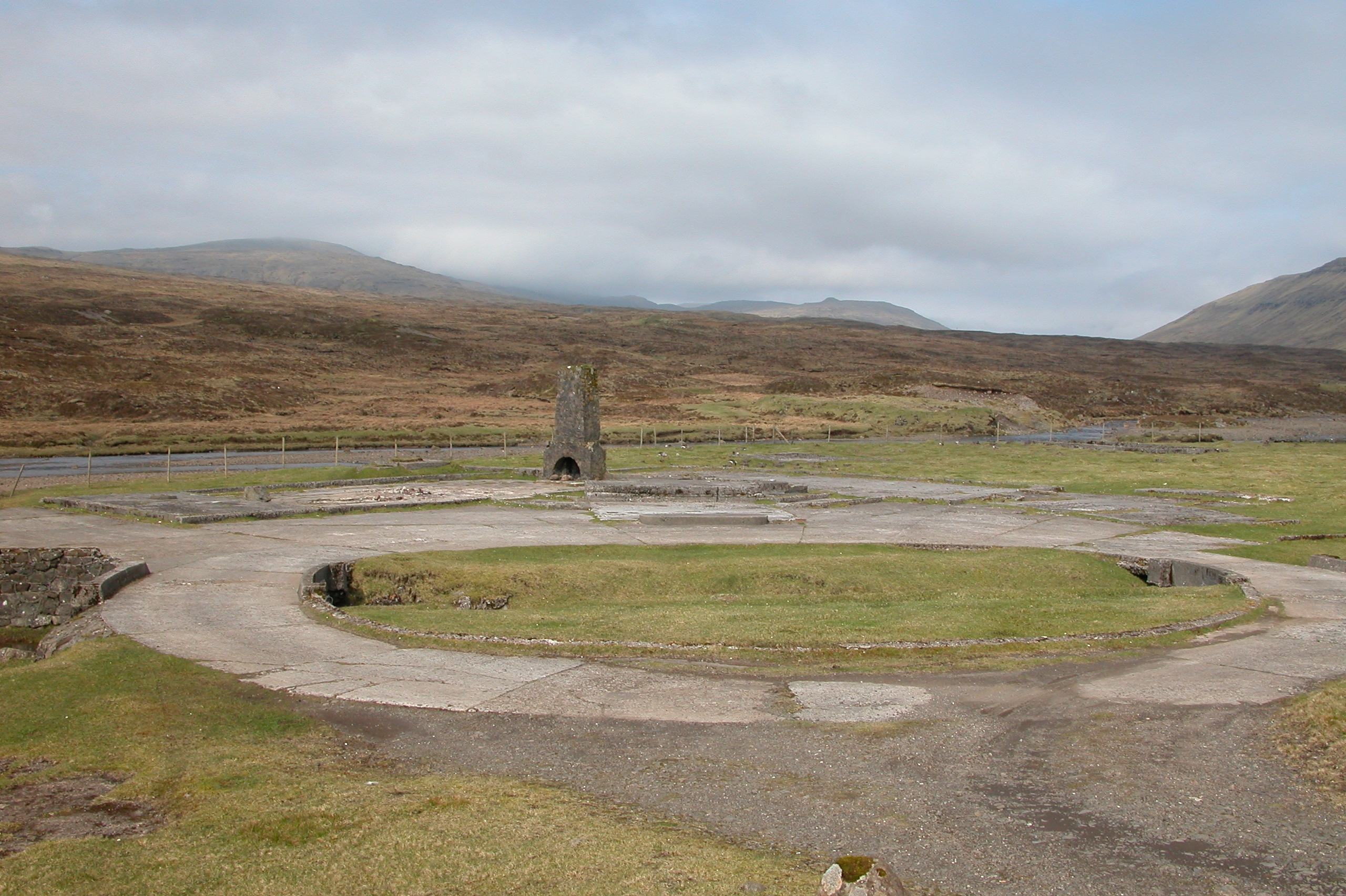
ヴォーアル空港にあるイギリス軍兵舎跡

フェロー諸島にある唯一の飛行場はヴォーアル島にあり、1942年 - 1943年にイギリス陸軍王立工兵隊により建設された。イギリス兵の大多数はヴォーアル島に駐屯し、ほとんどは飛行場建設に従事した。戦後使われなくなったが、1963年に民間のヴォーアル空港として再開された。イギリス軍が去るまで、ヴォーアル島では車は左側通行とされた。